# 스위트 리메디
《스위트 리메디》는 대한민국의 가수 겸 에세이 작가 문현아의 두 번째 에세이이다. 2016년 11월 22일 발간되었다. 2017년 2월 1일 디지털 싱글 《Remedy》의 CD와 혹등고래의 스위트 리메디 방향제를 포함한 한정판을 발간하였다.